# Jaskinia krasowa

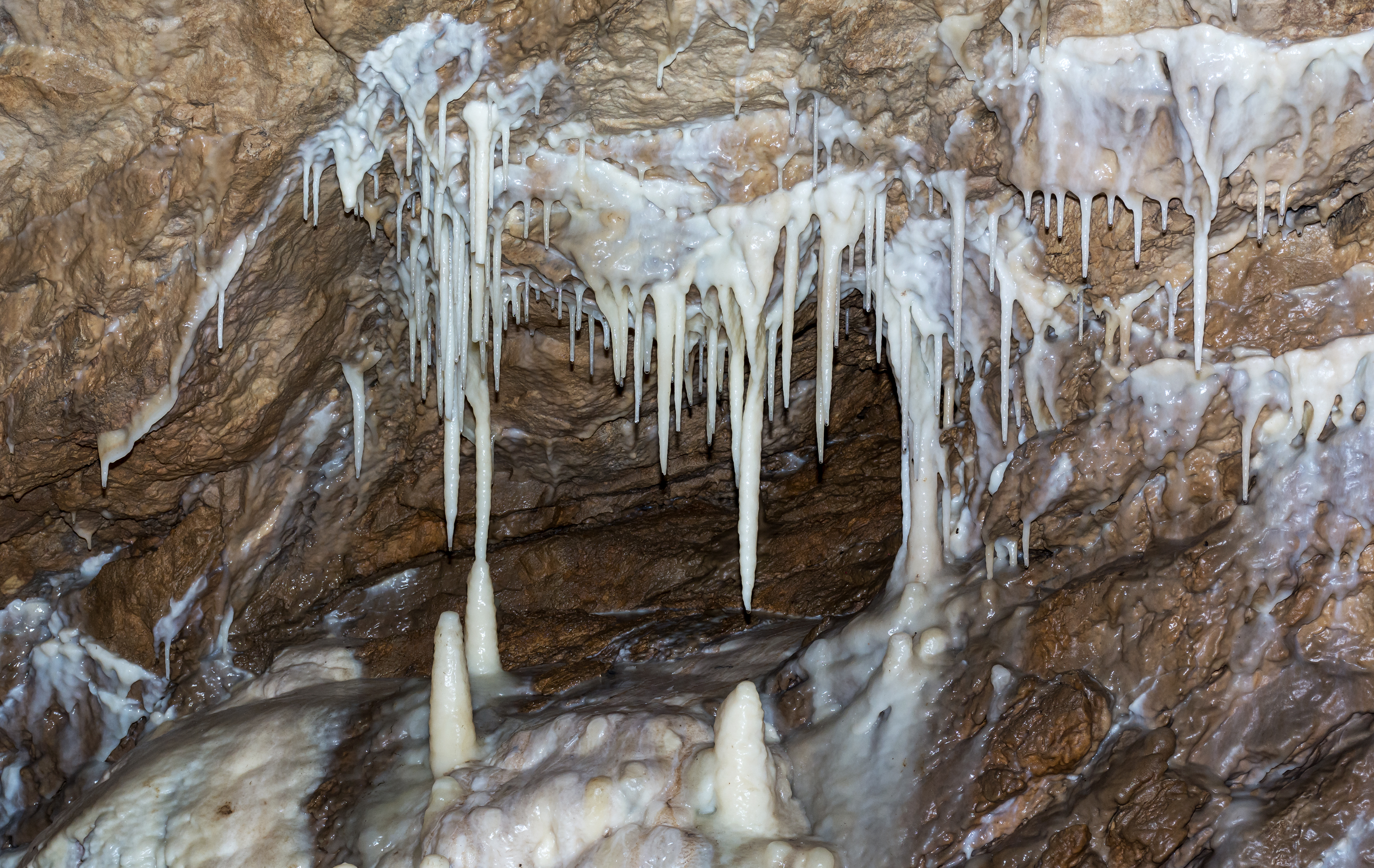
Stalaktyty, stalagmity i stalagnaty w Jaskini Niedźwiedziej w Kletnie

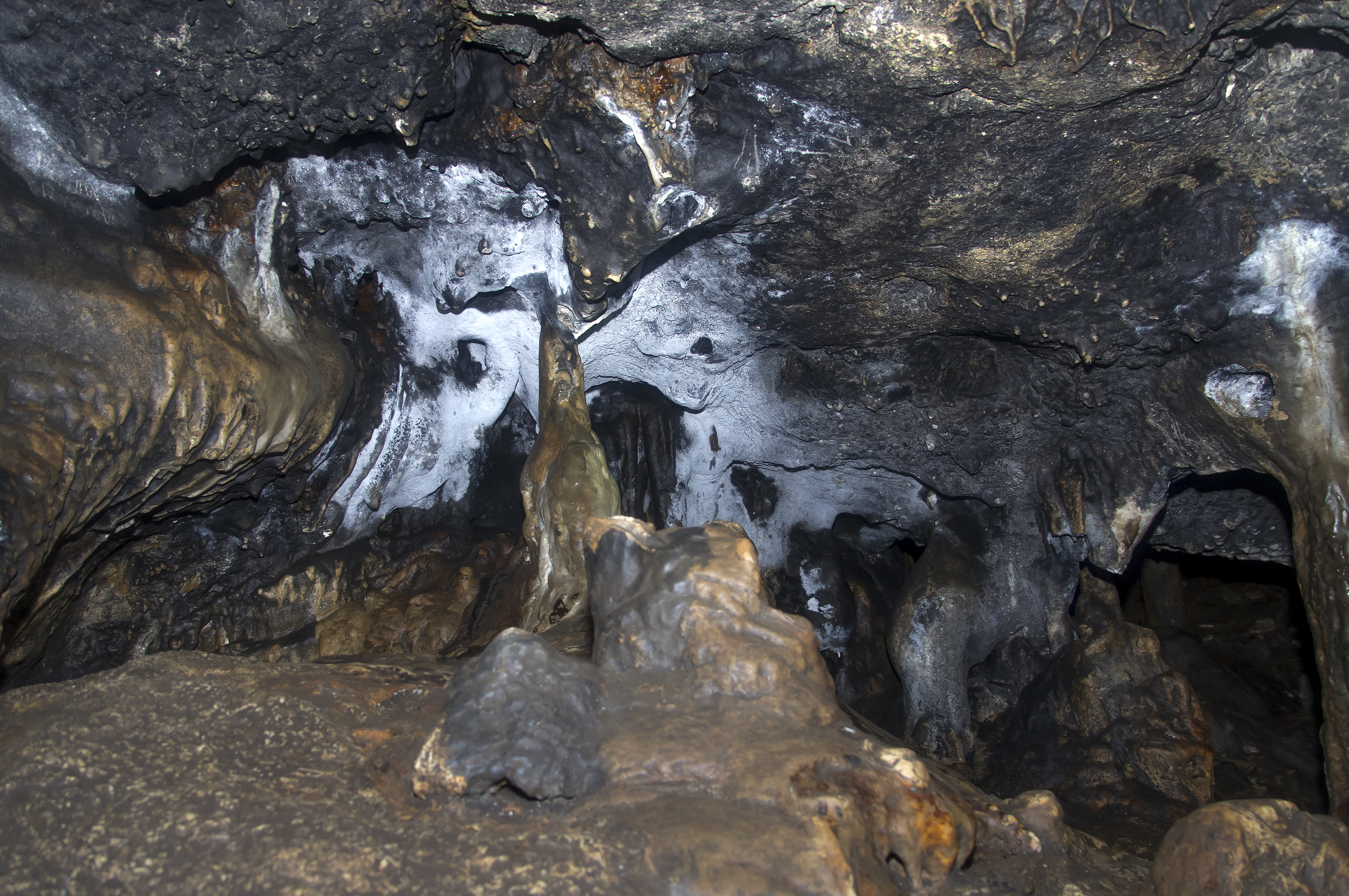
Jaskinia w Zielonej Górze

Jaskinia krasowa – jaskinia utworzona wskutek procesu krasowienia przez wody opadowe, rzadziej przez wody hydrotermalne. Jest to najczęściej na Ziemi występujący typ jaskiń – jaskinie krasowe stanowią około 90% wszystkich jaskiń. Jaskinie tego typu występują na wszystkich kontynentach z wyjątkiem Antarktydy. Znajdują się wśród nich najgłębsze i najdłuższe jaskinie świata. W jaskini Tham Konglor w Laosie jeden z korytarzy ma ponad 100 m wysokości i szerokości, Jaskinia Mamucia w USA ma łączną długość korytarzy wynoszącą ponad 649 km, a Jaskinia Krubera na Kaukazie w Gruzji ma głębokość 2190 m. W Polsce najdłuższa i najgłębsza jest Jaskinia Wielka Śnieżna w Tatrach. Jaskinie krasowe mają też znacznie bogatszą szatę naciekową, niż inne jaskinie.
Początkowo określenie jaskinie krasowe odnosiło się do jaskiń powstałych w wapieniach, potem rozszerzono je na jaskinie powstałe w gipsach i skałach węglanowych, a później również na jaskinie powstałe w skałach siarczanowych i solnych. Najczęściej jaskinie krasowe powstają wzdłuż szczelin tektonicznych lub pęknięć międzyławicowych. Gdy przez szczelinę (jest to tzw. szczelina inicjalna) zaczyna przepływać woda, z czasem wypłukuje ona chemicznie i mechanicznie jej ściany powodując powiększanie się szczelin i powstawanie korytarzy i sal. Z drugiej strony, szczeliny i korytarze z czasem zaczynają się wypełniać osadami jaskiniowymi. Zwykle wszystkie jaskinie krasowe częściowo, a czasami całkowicie wypełnione są osadami jaskiniowymi. Mogą one powstawać ze skał budujących ściany jaskini – są to nacieki jaskiniowe, mogą też pochodzić z zewnątrz. Do osadów pochodzących z zewnątrz należą osady fluwialne (naniesione przez wody przepływające jaskinią) i osady eoliczne (naniesione przez wiatr). Do osadów zewnętrznych należą też osady pochodzące od ludzi i zwierząt zamieszkujących jaskinię. Osady zalegające na dnie jaskini to tzw. namulisko. Dla archeologów ich badanie ma ogromne znaczenie. Umożliwia stwierdzenie przebywania w jaskini ludzi prehistorycznych, scharakteryzowanie warunków ich życia, a także identyfikację fauny zamieszkującej na danym terenie w różnych epokach dziejów Ziemi. 
Woda do jaskini dostaje się z powierzchni, przesiąkając w głąb skał mikroszczelinami, do jaskini mogą też ponorem wpływać potoki i rzeki. W niżej położonych miejscach woda uchodzi ze skał wywierzyskami. Na dnie jaskiń mogą też powstawać jeziorka jaskiniowe. Jaskinie mogą być rozbudowane w kierunku poziomym lub pionowym. Często tworzą skomplikowane systemy jaskiniowe.
Coraz wyraźniejsza staje się potrzeba ochrony jaskiń. W licznych, ogólnie dostępnych jaskiniach zniszczona została szata naciekowa przez coraz liczniejszą rzeszę zwiedzających je ludzi. Niektóre jaskinie są przez okolicznych mieszkańców traktowane jako źródła kamienia budowlanego lub wysypiska śmieci. W wielu jaskiniach hibernują nietoperze. Odwiedzanie tych jaskiń zimą powoduje ich wybudzenie i zwykle śmierć wskutek utraty energii. Z tego powodu niektóre jaskinie są zamknięte kratami.